# 艾迪·維達
艾迪·維達（英語：Eddie Vedder，1964年12月23日—），原名愛德華·路易斯·西弗森三世，是美國音樂家、創作歌手，為另類搖滾樂團珍珠果醬樂團的主唱兼吉他手。他在原聲帶領域也有所涉獵，曾參與2007年電影《阿拉斯加之死》的配樂製作。